# Dozimetr

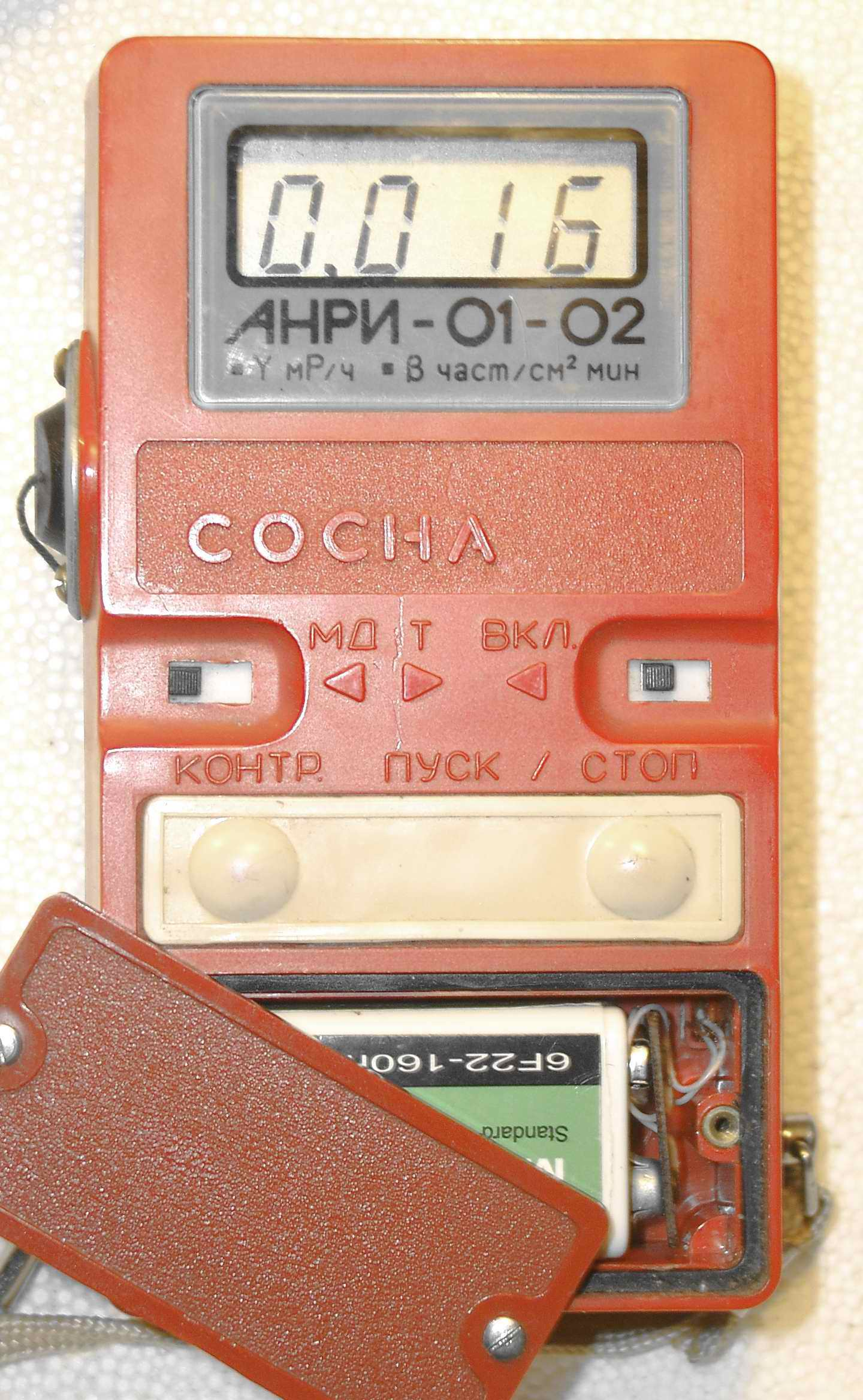
Dozimetr ruské výroby

Dozimetr je zařízení k měření dávek ionizujícího záření.
Přístroj je používán v lékařství a vojenství k měření hodnoty ozáření. Dozimetr funguje na principu změn látky v něm obsažené. V současnosti se používají dozimetry digitální a filmové. Většina dozimetrů měří v mikrosievertech za hodinu.
Státní ústav radiační ochrany vyvinul tzv. „solný dozimetr“, který využívá vlastností soli (NaCl), u které lze po laboratorním testu zjistit dávku ozáření pomocí ultrafialového záření.

## Některé druhy dozimetrů
Fotografický dozimetrTradiční fotografický film, který reaguje na ionizující záření a vytváří obrazy, které mohou být vyhodnoceny.
Termoluminiscenční dozimetr (TLD)TLD dozimetry obsahují materiál, který absorbují ionizující záření. Po vystavení záření uvolňují energii ve formě světla, které je měřeno a analyzováno.
Optický stimulovaný luminiscenční dozimetr (OSLD)OSLD dozimetry fungují podobně jako TLD dozimetry, ale místo termického stimulace využívají optickou stimulaci, aby uvolnily energii ve formě světla.
Elektronický dozimetrElektronické dozimetry jsou elektronická zařízení, která obsahují detekční materiál, který reaguje na ionizující záření a generuje elektrický signál, který je pak vyhodnocen.
Aktivní dozimetrAktivní dozimetry jsou vybavena senzorem, který v reálném čase měří dávku ionizujícího záření. Mohou být elektronické nebo optické.
Pasivní dozimetrPasivní dozimetry se používají k pasivnímu sběru dat o expozici ionizujícímu záření. Obvykle se nosí nebo umisťují do prostoru, který je předmětem měření, a poté se vyhodnocují ve speciální laboratoři.
Tělní dozimetrTělní dozimetry jsou navrženy tak, aby byly nošeny přímo na těle jednotlivce a monitorovaly expozici záření, které dostávají během práce.